# Micranthes californica
Micranthes californica är en stenbräckeväxtart. Micranthes californica ingår i släktet rosettbräckor, och familjen stenbräckeväxter.

## Underarter
Arten delas in i följande underarter:
- M. c. californica
- M. c. fallax